# ۲-برمو-۵٬۴-متیلن‌دی‌اکسی‌آمفتامین
۲-برمو-۵،۴-متیلن‌دی‌اکسی‌آمفتامین (به انگلیسی: 2-Bromo-4,5-methylenedioxyamphetamine) با فرمول شیمیایی C۱۱H۱۷NO۲Br یک ترکیب شیمیایی است. که جرم مولی آن ۲۵۸٫۱۱ g/mol می‌باشد. 